# Diocesi di Tortosa

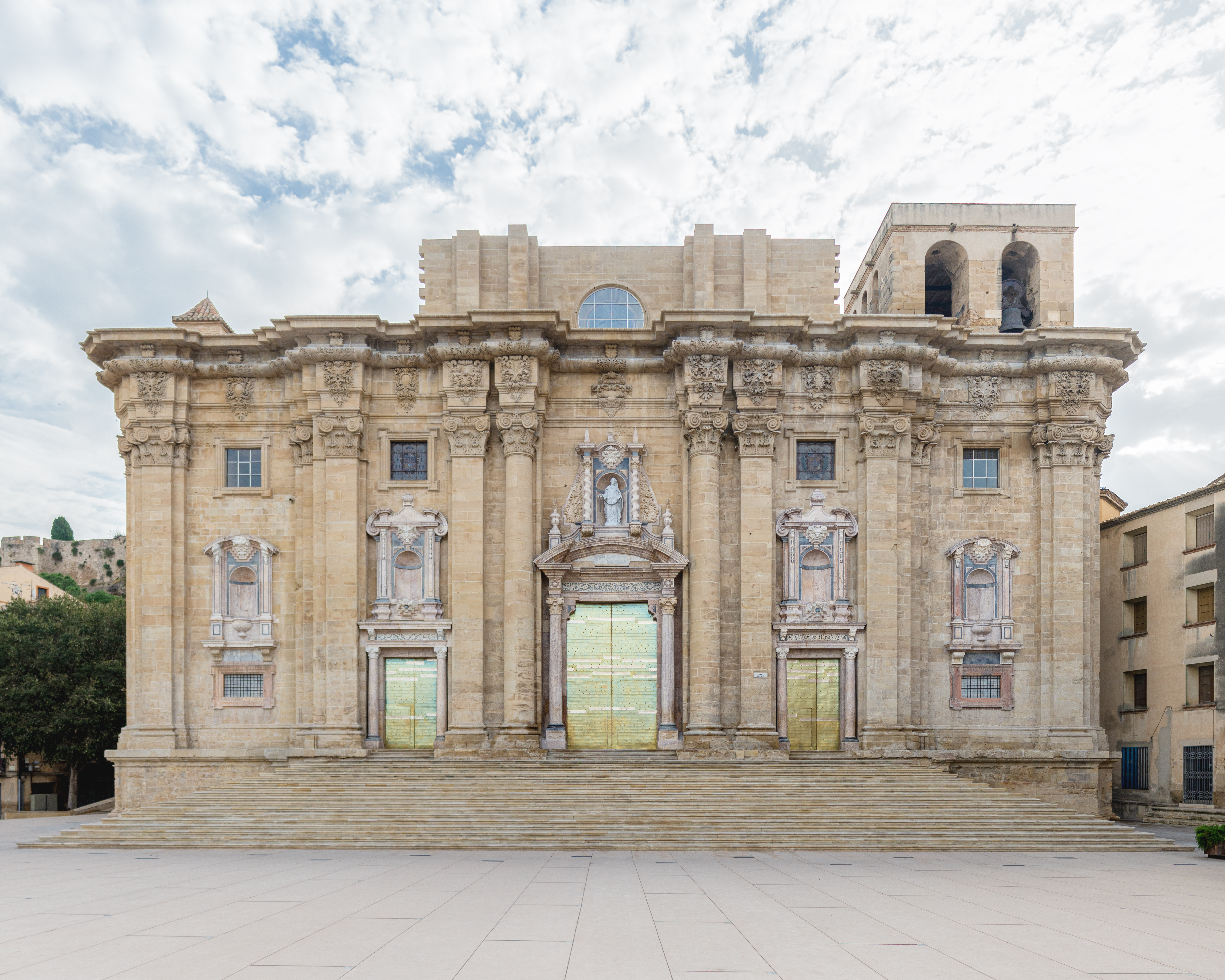
Facciata principale della Cattedrale di Tortosa restaurata tra il 2021 e il 2022.

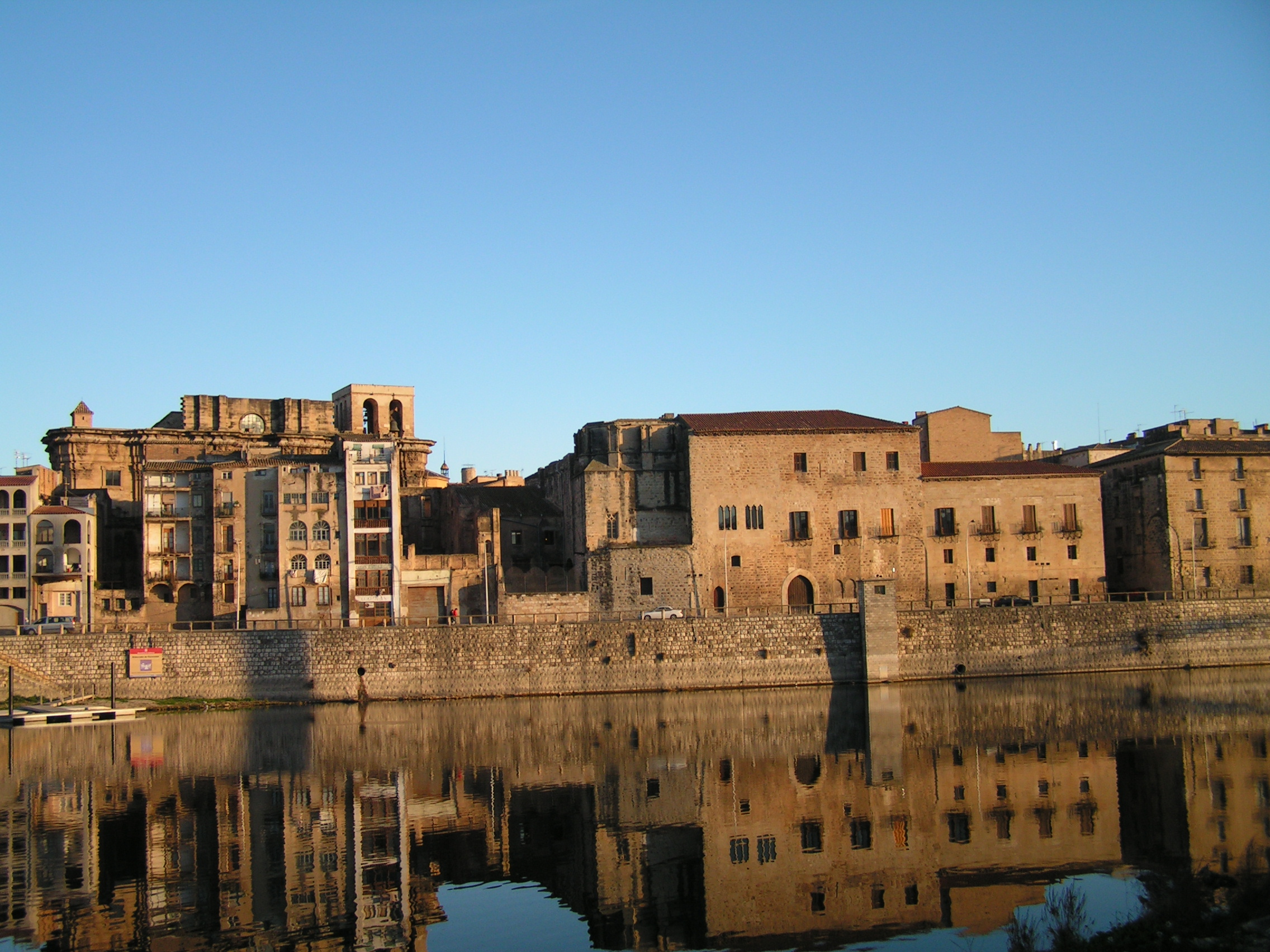
Il palazzo episcopale si specchia nel fiume Ebro (a destra), mentre a sinistra in secondo piano si staglia il profilo della cattedrale.

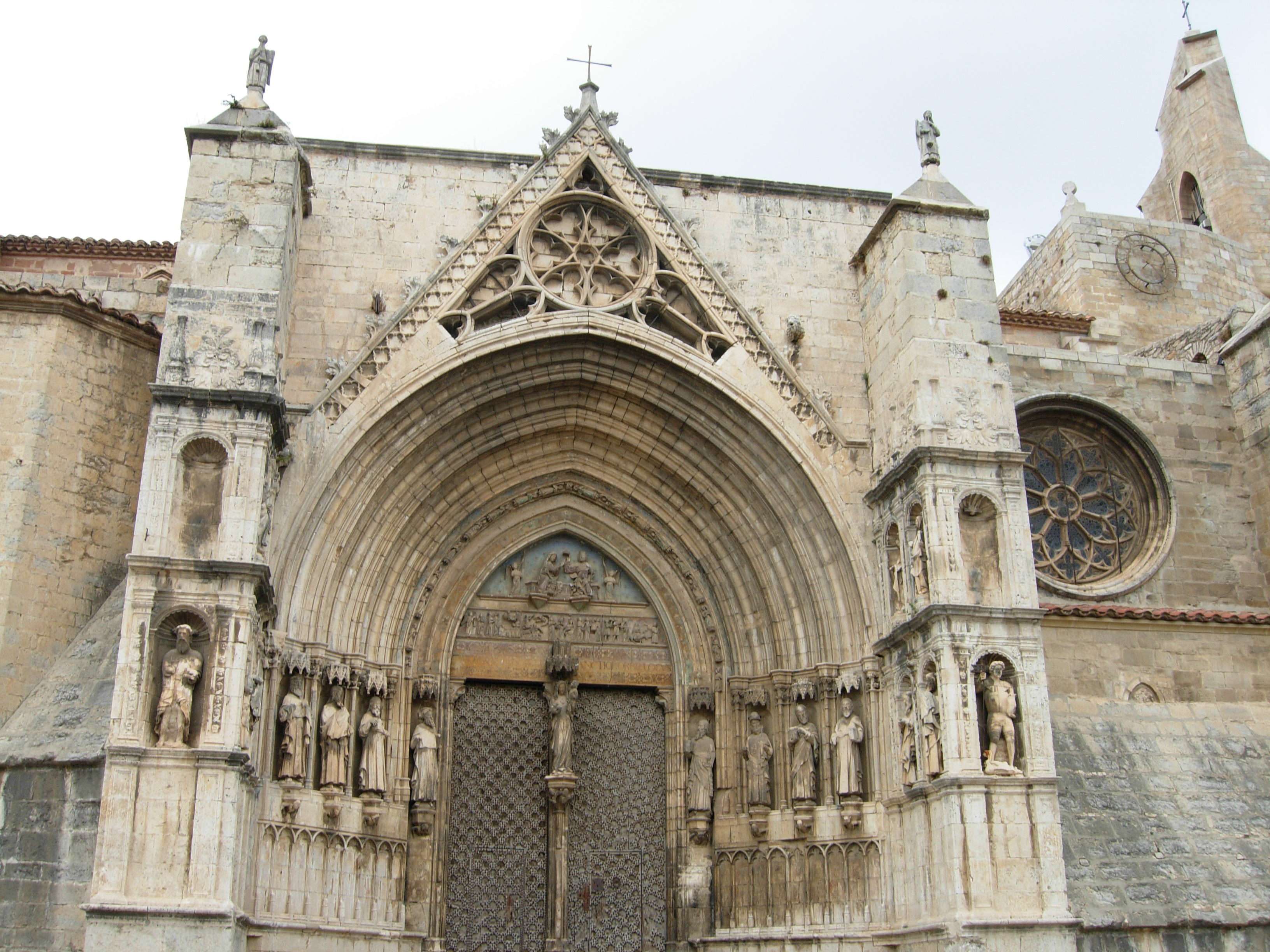
La basilica minore di Santa Maria Maggiore a Morella.

La diocesi di Tortosa (in latino Dioecesis Dertosensis) è una sede della Chiesa cattolica in Spagna suffraganea dell'arcidiocesi di Tarragona. Nel 2023 contava 251.087 battezzati su 282.120 abitanti. È retta dal vescovo Sergi Gordo Rodríguez.

## Territorio
La diocesi comprende la parte meridionale della provincia di Tarragona e la parte settentrionale della provincia di Castellón. Comprende per intero le comarche di Baix Ebre, Baix Maestrat, Montsià, Ribera d'Ebre e Terra Alta, e in parte quelle di Alt Maestrat, Baix Camp, Els Ports e Priorat.
Confina a nord con la diocesi di Lleida, a est con l'arcidiocesi di Tarragona e con il Mar Mediterraneo, a sud con la diocesi di Segorbe-Castellón de la Plana, a ovest con l'arcidiocesi di Saragozza e con la diocesi di Teruel e Albarracín.
La sede vescovile è città di Tortosa, dove si trova cattedrale di Santa Maria. A Morella sorge la basilica minore di Santa Maria Maggiore.
Il territorio si estende su 6.450 km² ed è costituito da 141 parrocchie, raggruppate in 3 zone pastorali e 7 arcipresbiterati: Ribera d'Ebre – Priorat, Terra Alta, Montsià – La Tinença, Baix Ebre, Delta – Litoral, Els Ports – Maestrat, Baix Maestrat.

### Istituti religiosi
- Agostiniane
- Carmelitane scalze
- Certosine
- Clarisse
- Clarisse della Divina Provvidenza
- Compagnia di Santa Teresa di Gesù
- Concezioniste francescane
- Figlie della carità di San Vincenzo de' Paoli
- Fratelli delle scuole cristiane
- Fraternità dei sacerdoti operai diocesani del Sacro Cuore di Gesù
- Minime
- Ordine certosino
- Piccole suore degli anziani abbandonati
- Religiose terziarie trinitarie
- Serve di Gesù della carità
- Suore carmelitane missionarie
- Suore carmelitane missionarie teresiane
- Suore carmelitane teresiane di San Giuseppe
- Suore di Nostra Signora della Consolazione
- Trinitarie

## Storia
La diocesi è stata eretta nel IV secolo.
Dall'VIII secolo fino a metà dell'XI la sede fu vacante a causa dell'invasione araba.
I lavori di costruzione della cattedrale di Santa Maria incominciarono nel 1347, la chiesa fu consacrata solo nel 1597.
Fu vescovo di questa diocesi Adriano Florensz, eletto papa con il nome di Adriano VI. Concesse ai vescovi di Tortosa il privilegio di indossare lo zucchetto rosso cardinalizio.
Il 2 settembre 1955 e il 31 maggio 1960, con due distinti decreti della Congregazione Concistoriale, furono rivisti i confini della diocesi per farli coincidere con quelli della provincia civile, in applicazione del concordato tra la Santa Sede e il governo spagnolo del 1953. La diocesi di Tortosa vide ridursi il proprio territorio per la cessione alla diocesi di Segorbe (oggi diocesi di Segorbe-Castellón de la Plana) di 5 arcipresbiterati e di altre 5 parrocchie alle sedi di Saragozza e di Lérida (oggi diocesi di Lleida), ottenendo 2 parrocchie dalla stessa arcidiocesi di Saragozza e dalla diocesi di Teruel.

## Cronotassi dei vescovi
Si omettono i periodi di sede vacante non superiori ai 2 anni o non storicamente accertati.
- San Rufo † (64 - 90)
- Macia † (II secolo)
- Quarto † (circa 156)
- Eustorgio † (III secolo)
- Esuperanzio † (? - 369)
- Erodoto † (IV secolo)
- Lirio † (364 - 399)
- Eros † (circa 400)
- Ervici † (VI secolo)
- Orso † (menzionato 516)[4]
- Asello † (menzionato prima del 546)[5]
- Maurilio † (menzionato nel 546)[6]
- Giuliano † (prima del 589 - dopo il 599)[7]
- Froisclo † (prima del 589 - dopo il 599)[7][8]
- Rufino †[9]
- Giovanni † (prima del 633 - dopo il 638)[7]
- Aprila † (menzionato nel 653)[7]
- Cecilio † (prima del 683 - dopo il 688)[7]
- Imbolato † (menzionato nel 693)[7]
  - Sede vacante
- Paterno † (prima di novembre 1058 - prima di dicembre 1083 nominato vescovo di Coimbra)[10]
- Berenguer † (XI secolo)
- Jofre † (5 agosto 1151 - 28 maggio 1165 deceduto)
- Ponç de Monells † (1165 - 27 luglio 1193 deceduto)
- Gombau de Santa Oliva † (1194 - 23 gennaio 1212 deceduto)
- Ponç de Torrella † (1212 - 29 agosto 1254 deceduto)
- Bernat d'Olivella † (1254 - 24 maggio 1272 nominato arcivescovo di Tarragona)
- Arnau de Jardí † (1273 - 20 luglio 1306 deceduto)
- Dalmau de Montoliu † (1306 - 1307 deceduto)
- Pere de Batet † (1307 - 8 maggio 1310 deceduto)
- Francesc de Paulhac † (1310 - 17 ottobre 1316 deceduto)
- Berenguer de Prat † (27 ottobre 1316 - 19 febbraio 1340 deceduto)
- Guillem de Sentmenat † (1341)
- Arnau de Lordat † (3 ottobre 1341 - 3 maggio 1346 deceduto)
- Bernat d'Oliver, O.S.A. † (26 giugno 1346 - 14 luglio 1348 deceduto)
- Jaume Sitjó i Carbonell † (13 ottobre 1348 - 18 ottobre 1351 deceduto)
- Esteve Malet † (15 febbraio 1352 - 1356 deceduto)
- Joan Fabra † (27 febbraio 1357 - 10 gennaio 1362 nominato vescovo di Carcassonne)
- Jaume de Prades i de Foix † (10 gennaio 1362 - 5 marzo 1369 nominato vescovo di Valencia)
- Guillem de Torrelles † (14 marzo 1369 - 16 febbraio 1379 deceduto)
- Hugo de Lupia y Bagés † (26 marzo 1379 - 28 novembre 1397 nominato vescovo di Valencia)
  - Pedro de Luna y de Albornoz † (28 novembre 1397 - 30 luglio 1403 nominato arcivescovo di Toledo) (amministratore apostolico)
- Luis de Prades i d'Arenós † (17 agosto 1403 - 20 giugno 1407 nominato vescovo di Maiorca)
- Francisco Clemente Sapera † (20 giugno 1407 - 26 febbraio 1410 nominato vescovo di Barcellona)
  - Pedro de Luna y de Albornoz † (26 febbraio 1410 - 19 settembre 1414 deceduto) (amministratore apostolico, per la seconda volta)
- Otón de Montcada y de Luna † (18 dicembre 1415 - 20 febbraio 1473 deceduto)
  - Sede vacante (1473-1475)
- Alfonso d'Aragón † (31 luglio 1475 - 1º ottobre 1512 nominato arcivescovo di Tarragona)
- Juan de Enguera, O.P. † (1º ottobre 1512 - 14 febbraio 1513 deceduto)
- Luis Mercader Escolano, O.Cart. † (20 maggio 1513 - 9 giugno 1516 deceduto)
- Adriano de Florensz † (18 agosto 1516 - 9 gennaio 1522 eletto papa con il nome di Adriano VI)
- Willem Enckenwoirt † (11 marzo 1523 - 19 luglio 1534 deceduto)
  - Sede vacante (1534-1537)
- Antonio Calcena, O.F.M. † (20 giugno 1537 - 1539 deceduto)
  - Sede vacante (1539-1542)
- Jerónimo Requeséns † (5 maggio 1542 - 21 novembre 1548 deceduto)
  - Sede vacante (1548-1553)
- Fernando de Loaces (Loazes), O.P. † (28 aprile 1553 - 26 aprile 1560 nominato arcivescovo di Tarragona)
- Martín de Córdoba Mendoza, O.P. † (17 luglio 1560 - 4 giugno 1574 nominato vescovo di Plasencia)
- Juan Izquierdo, O.P. † (7 giugno 1574 - 30 settembre 1585 deceduto)
- Juan Terés † (14 aprile 1586 - 17 marzo 1587 nominato arcivescovo di Tarragona)
- Juan Bautista Cardona † (18 marzo 1587 - 30 dicembre 1589 deceduto)
- Gaspar Punter † (6 dicembre 1589 - 13 maggio 1600 deceduto)
- Pedro Manrique de Lara, O.S.A. † (12 febbraio 1601 - 8 aprile 1611 nominato arcivescovo di Saragozza)
- Isidoro Aliaga, O.P. † (13 giugno 1611 - 26 marzo 1612 nominato arcivescovo di Valencia)
- Alfonso Márquez de Prado † (14 maggio 1612 - 18 luglio 1616 nominato vescovo di Cartagena)
- Luis Tena † (3 agosto 1616 - 26 settembre 1622 deceduto)
- Agostino Spinola † (5 marzo 1623 - 7 settembre 1626 nominato arcivescovo di Granada)
- Justino Antolínez Burgos † (5 luglio 1627 - 9 luglio 1637 deceduto)
  - Sede vacante (1637-1640)
- Giovanni Battista Visco, O.F.M. † (16 luglio 1640 - 6 ottobre 1653 nominato vescovo di Pozzuoli)
  - Sede vacante (1653-1655)
- Gregorio Parcero de Castro, O.S.B. † (29 novembre 1655 - 17 dicembre 1663 deceduto)
- José Fageda, O.S.H. † (21 luglio 1664 - maggio 1685 deceduto)
- Severo Tomás y Auter, O.P. † (18 marzo 1686 - 24 dicembre 1700 deceduto)
- Silvestre García Escalona † (6 febbraio 1702 - 13 giugno 1714 nominato vescovo di Salamanca)
- Juan Miguélez Mendaña † (17 settembre 1714 - 15 dicembre 1717 deceduto)
  - Sede vacante (1717-1720)
- Bartolomé Camacho Madueño † (4 marzo 1720 - 1º aprile 1757 deceduto)
- Francisco Borrull Ramón † (26 settembre 1757 - 5 agosto 1758 deceduto)
- Luis García Mañero † (19 novembre 1759 - 26 novembre 1764 nominato arcivescovo di Saragozza)
- Bernardo Velarde Velarde † (22 aprile 1765 - 1º marzo 1779 nominato arcivescovo di Saragozza)
- Pedro Cortez y Larraz † (13 dicembre 1779 - 23 luglio 1786 ritirato)
- Victoriano López Gonzalo † (24 luglio 1786 - 14 dicembre 1789 nominato vescovo di Cartagena)
- Antonio José Salinas Moreno, O.F.M. † (29 marzo 1790 - 11 giugno 1814 deceduto)
- Manuel Ros Medrano † (19 dicembre 1814 - 23 settembre 1821 deceduto)
  - Sede vacante (1821-1824)
- Víctor Damián Sáez y Sánchez Mayor † (3 maggio 1824 - 3 febbraio 1839 deceduto)
  - Sede vacante (1839-1848)
- Damián Gordo Sáez † (3 luglio 1848 - 24 dicembre 1854 deceduto)
  - Sede vacante (1854-1857)
- Gil Estévez y Tomás † (25 settembre 1857 - 27 luglio 1858 deceduto)
- Miguel José Pratmans Llambés † (26 settembre 1859 - 1º gennaio 1861 deceduto)
- José Raimundo Benito Villamitjana Vila † (23 dicembre 1861 - 28 febbraio 1879 nominato arcivescovo di Tarragona)
- Francisco Aznar y Pueyo † (28 febbraio 1879 - 29 giugno 1893 deceduto)
- Pedro Rocamora y García † (21 maggio 1894 - 20 gennaio 1925 deceduto)
- Félix Bilbao y Ugarriza † (14 dicembre 1925 - 18 novembre 1943 deceduto)
- Manuel Moll y Salord † (18 novembre 1943 succeduto - 5 ottobre 1968 dimesso[11])
- Ricardo María Carles Gordó † (6 giugno 1969 - 23 marzo 1990 nominato arcivescovo di Barcellona)
- Lluís Martínez Sistach (17 maggio 1991 - 20 febbraio 1997 nominato arcivescovo di Tarragona)
- Javier Salinas Viñals (5 settembre 1997 - 16 novembre 2012 nominato vescovo di Maiorca)
- Enrique Benavent Vidal (17 maggio 2013 - 10 ottobre 2022 nominato arcivescovo di Valencia)
- Sergi Gordo Rodríguez, dal 13 luglio 2023

## Statistiche
La diocesi nel 2023 su una popolazione di 282.120 persone contava 251.087 battezzati, corrispondenti all'89,0% del totale.
| anno | popolazione | popolazione | popolazione | presbiteri | presbiteri | presbiteri | presbiteri                | diaconi | religiosi | religiosi | parrocchie |
| anno | battezzati  | totale      | %           | numero     | secolari   | regolari   | battezzati per presbitero | diaconi | uomini    | donne     | parrocchie |
| ---- | ----------- | ----------- | ----------- | ---------- | ---------- | ---------- | ------------------------- | ------- | --------- | --------- | ---------- |
| 1950 | 450.000     | 450.000     | 100,0       | 293        | 217        | 76         | 1.535                     |         | 142       | 728       | 200        |
| 1969 | 228.500     | 229.000     | 99,8        | 225        | 180        | 45         | 1.015                     |         | 50        | 650       | 104        |
| 1980 | 236.000     | 237.000     | 99,6        | 164        | 145        | 19         | 1.439                     |         | 36        | 460       | 141        |
| 1990 | 230.000     | 232.000     | 99,1        | 159        | 145        | 14         | 1.446                     |         | 25        | 423       | 141        |
| 1999 | 228.150     | 229.075     | 99,6        | 145        | 127        | 18         | 1.573                     |         | 27        | 341       | 141        |
| 2000 | 228.017     | 231.717     | 98,4        | 139        | 123        | 16         | 1.640                     |         | 25        | 297       | 141        |
| 2001 | 236.692     | 240.492     | 98,4        | 134        | 118        | 16         | 1.766                     |         | 24        | 359       | 141        |
| 2002 | 238.383     | 241.583     | 98,7        | 136        | 123        | 13         | 1.752                     |         | 21        | 299       | 141        |
| 2003 | 238.632     | 242.021     | 98,6        | 137        | 126        | 11         | 1.741                     | 1       | 18        | 326       | 141        |
| 2004 | 239.518     | 242.300     | 98,9        | 125        | 118        | 7          | 1.916                     | 2       | 14        | 304       | 141        |
| 2010 | 260.449     | 292.662     | 89,0        | 123        | 119        | 4          | 2.117                     | 2       | 11        | 255       | 141        |
| 2014 | 257.329     | 290.766     | 88,5        | 110        | 106        | 4          | 2.339                     | 5       | 9         | 245       | 141        |
| 2017 | 250.000     | 275.556     | 90,7        | 88         | 87         | 1          | 2.840                     | 5       | 7         | 207       | 141        |
| 2020 | 250.876     | 276.265     | 90,8        | 82         | 81         | 1          | 3.059                     | 4       | 6         | 173       | 141        |
| 2022 | 253.962     | 279.663     | 90,8        | 77         | 75         | 2          | 3.298                     | 5       | 6         | 166       | 141        |
| 2023 | 251.087     | 282.120     | 89,0        | 71         | 69         | 2          | 3.536                     | 5       | 6         | 163       | 141        |